# Listă de filme sovietice din 1951
- Filme sovietice din: 1950 — 1951 — 1952

Aceasta este o listă de filme produse în Uniunea Sovietică în 1951.
| Titlu                   | Titlu original         | Regizor                                        | Distribuție                                           | Gen              | Note                                       |
| ----------------------- | ---------------------- | ---------------------------------------------- | ----------------------------------------------------- | ---------------- | ------------------------------------------ |
| 1951                    |                        |                                                |                                                       |                  |                                            |
| Cavalerul stelei de aur | Кавалер золотой звездy | Iuli Raizman                                   | Serghei Bondarciuk, Anatoli Chemodurov                |                  | dramă optimistă. Roman de Semion Babaevski |
| Cinste de sportiv       | Спортивная честь       | Vladimir Petrov                                | Aleksei Gribov, Grigori Sergheev, Margarita Lifanova  |                  |                                            |
| Marele concert          | Большой концерт        | Vera Stroeva                                   | Galina Ulanova, Maksim Mihailov                       | muzical          |                                            |
| Neuitatul an 1919       | Незабываемый 1919 год  | Mihail Ciaureli                                | Pavel Molceanov, Mihail Ghelovani, Boris Andreev      |                  |                                            |
| Submarinul PK-8         | В мирные дни           | Vladimir Braun                                 | Nikolai Timofeev, Serghei Gurzo, Veaceslav Tihonov    |                  |                                            |
| Taras Șevcenko          | Тарас Шевченко         | Aleksandr Alov, Vladimir Naumov, Igor Savcenko | Serghei Bondarciuk, Ivan Pereverzev, Pavel Șpringfeld |                  | Kiev Film                                  |
|                         | Щедрое лето            | Boris Barnet                                   | Nikolai Kriucekov                                     | comedie          | Kiev Film                                  |
|                         | Кубанские казаки       | Ivan Piriev                                    | Serghei Lukianov                                      | comedie muzicală |                                            |
|                         |                        |                                                |                                                       |                  |                                            |